# 석신산
석신산(영어: succinic acid)은 화학식이 (CH2)2(CO2H)2인 다이카복실산이다. 석신산의 이름은 "호박"을 의미하는 라틴어 "succinum"에서 유래되었고, 예로부터 광물 호박의 영혼이라 생각되어 호박산이라고도 불린다. 생물에서 석신산은 주로 음이온 형태인 석시네이트(succinate)로 존재하는데, 석시네이트는 미토콘드리아 전자전달계의 석신산 탈수소효소에 의해 푸마르산으로 전환되는 반응에 관여하는 등의 다양한 생물학적 역할을 수행한다. 석신산은 ATP를 생성하고, 세포의 대사 상태를 반영하는 신호전달 분자로도 작용한다. 석신산은 모든 생물에 존재하는 에너지 생성 과정인 시트르산 회로를 통해 미토콘드리아 기질에서 생성된다.:Section 17.1 석신산은 미토콘드리아 기질을 빠져나와 세포질 뿐만 아니라 세포 외 공간에서 유전자 발현 패턴의 변화, 후성유전의 조절 또는 호르몬 유사 신호전달에 관여할 수도 있다. 이와 같이 석신산은 세포의 물질대사(특히 ATP 형성)와 세포 기능의 조절을 연결시킨다. 석신산 합성과 그에 따른 ATP 합성의 조절 장애는 레이 증후군(Leigh syndrome), 멜라스 증후군(MELAS syndrome)과 같은 일부 미토콘드리아 유전 질환에서 일어나고, 악화되면 악성 종양, 염증 및 조직 손상과 같은 병리적 상태로 이어질 수 있다.

## 물리적 특성
석신산은 흰색의 강한 신맛이 나는 냄새가 없는 고체이다. 수용액에서 석신산은 쉽게 이온화되어 짝염기인 석시네이트를 형성한다. 이양성자산인 석신산은 연속적인 2번의 탈양성자화 반응을 거친다.
(CH2)2(CO2H)2  →   (CH2)2(CO2H)(CO2)−  +  H+
(CH2)2(CO2H)(CO2)− →   (CH2)2(CO2)22−  +  H+
이 과정에서 pKa는 각각 4.3 및 5.6이다. 두 음이온은 무색이며 Na(CH2)2(CO2H)(CO2) 및 Na2(CH2)2(CO2)22− 와 같은 염으로 분리될 수 있다. 생물에서는 주로 석신산(succinic acid)이 아닌 석시네이트(succinate)로 존재한다.
작용기는 석시닐기(succinyl group)로 불린다.
대부분의 단순한 모노카복실산 및 다이카복실산처럼 석신산은 해롭지는 않지만, 피부와 눈에 자극을 줄 수 있다.

## 생산과 일반적인 반응

### 화학 반응
석신산은 푸마르산으로 산화되거나 다이에틸석시네이트(diethylsuccinate, (CH2CO2CH2CH3)2)와 같은 다이에스터로 전환될 수 있다. 이러한 다이에틸 에스터(diethyl ester)는 스토브 축합(Stobbe condensation) 반응의 기질이다. 석신산의 탈수는 석신산 무수물을 생성한다. 석신산은 1,4-뷰테인다이올, 말레산 무수물, 석신이미드, 2-피롤리디논 및 테트라하이드로푸란을 유도하는데 사용될 수 있다.

### 상업적인 생산
역사적으로 석신산은 호박으로부터 증류로 얻었으며, 호박의 영혼으로 알려져 왔다. 오늘날 석신산은 여러 합성 반응을 위해 생성되거나, 발효를 통해 바이오매스로부터 전환된다. 석신산 합성의 일반적인 산업적 경로는 말레산의 부분적인 수소화, 1,4-뷰테인다이올의 산화, 에틸렌 글리콜의 카보닐화가 있다. 석신산은 말레산 무수물을 통해 뷰테인으로부터 석유화학적으로 생산될 수 있다. 또한, 대장균(Escherichia coli)이나 맥주효모균(Saccharomyces cerevisiae)과 같은 미생물의 유전공학은 최근에 포도당 발효로부터 고수율의 상업적인 생산을 가능하게 했다. 석신산의 전세계 생산량은 연간 16,000~30,000톤으로 추정되며, 연간 10%씩 성장하고 있다.

## 이용
2004년에 석신산은 미국 에너지부의 바이오매스로부터 얻은 상위 12개 화학물질 목록에 포함되었다.

### 고분자, 수지 및 용매의 전구물질
석신산은 일부 폴리에스터의 전구물질이며, 일부 알키드 수지의 구성 성분이다. 1,4-뷰테인다이올은 전구물질로 석신산을 사용하여 합성될 수 있다. 자동차 및 전자 산업은 커넥터, 절연체, 휠 커버, 변속 기어 손잡이를 생산하기 위해 1,4-뷰테인다이올에 크게 의존한다. 석신산은 또한 조직공학 분야와 관련이 있는 특정 생분해성 고분자의 기초 역할을 한다.

### 식품 첨가물 및 식이 보충제
식품 첨가물 및 식이 보충제로서 석신산은 미국 식품의약국에서 GRAS(Generally Recognized As Safe, 식품 첨가물에 대한 미국 식품의약국(FDA)의 합격증)로 인정되었다. 석신산은 식품 및 음료 산업에서 주로 산도 조절제로 사용된다. 또한 석신산은 약간 신맛과 감칠맛이 나는 성분을 제공하는 착향료로 이용 가능하다. 의약품의 부형제로서 산도를 조절하거나 반대 이온으로 사용된다. 석신산을 포함하는 약물은 메토프롤롤 석시네이트(metoprolol succinate), 수마트립탄 석시네이트(sumatriptan succinate), 독실라민 석시네이트(doxylamine succinate), 솔리페나신 석시네이트(solifenacin succinate)를 포함한다.

## 생합성

### 시트르산 회로
석신산은 산소(O2)가 있는 상태에서 화학 에너지를 생산하는데 사용되는 대사 경로인 시트르산 회로의 핵심적인 중간생성물이다. 석신산은 GTP(또는 ATP)를 생성하는 단계인 석시닐-CoA 합성효소가 촉매하는 반응에 의해 석시닐-CoA로부터 생성된다.:Section 17.1
석시닐-CoA + GDP(또는 ADP) + Pi → 석신산 + CoA + GTP(또는 ATP)
이어서 석신산 탈수소효소에 의해 석신산은 푸마르산으로 산화된다.:Section 17.1
석신산 + FAD → 푸마르산 + FADH2
석신산 탈수소효소는 미토콘드리아의 전자전달계와도 관련이 있으며, 복합체 II로도 알려져 있다. 복합체 II는 전자운반체인 FAD와 3개의 [2Fe-2S] 철-황 클러스터를 통해 석신산을 산화시키고 유비퀴논을 환원시키는 4개의 단백질 소단위체로 구성되어 있다. 따라서 석신산은 전자전달계에 직접적인 전자공여체로 작용하고, 석신산은 푸마르산으로 산화된다.

### 시트르산 회로의 환원적 분지
석신산은 석신산 탈수소효소의 역반응에 의해 형성될 수 있다. Actinobacillus succinogenes, Anaerobiospirillum succiniciproducens, Mannheimia succiniciproducens 와 같은 특정 세균들은 혐기성 조건에서 시트르산 회로를 역방향으로 작동시키고 포도당을 옥살아세트산 → 말산 → 푸마르산의 중간생성물을 통해 석신산으로 전환시킨다. 이러한 경로는 대사 공학에서 석신산을 순생산하기 위해 사용된다. 또한 당의 발효로 생성된 석신산은 발효주에 짠맛, 쓴맛, 신맛의 조합을 제공한다.
푸마르산의 축적은 석신산 탈수소효소의 역반응을 유도하여, 석신산의 생성을 증가시킬 수 있다. 병리적 및 생리적 조건 하에서 말산-아스파르트산 셔틀 또는 퓨린 뉴클레오타이드 회로는 미토콘드리아의 푸마르산 농도를 증가시킬 수 있으며, 이어서 푸마르산은 석신산으로 쉽게 전환될 수 있다.

### 글리옥실산 회로
석신산은 2분자의 2탄소 아세틸기(아세틸-CoA의)를 4탄소 석신산으로 전환하는 글리옥실산 회로의 생성물이다. 글리옥실산 회로는 많은 세균, 식물 및 곰팡이에 의해 이용되고, 이들 생물에서 아세트산 또는 아세틸-CoA 생성 화합물들이 존속되도록 한다. 글리옥실산 회로는 아이소시트르산을 석신산과 글리옥실산으로 분해하는 효소인 아이소시트르산 분해효소를 통해 시트르산 회로에서 일어나는 탈카복실화 단계를 회피할 수 있다. 생성된 석신산을 에너지 생성 또는 생합성에 이용될 수 있다.:Section 17.4

### GABA 우회로
석신산은 γ-아미노뷰티르산 우회로(γ-aminobutyric acid (GABA) shunt)가 시트르산 회로로 재진입 지점으로 GABA 우회로는 GABA를 합성하고 재사용하는 폐쇄 회로이다. GABA 우회로는 α-케토글루타르산을 석신산으로 전환시키고 시트르산 회로에서처럼 석시닐-CoA를 생성하는 과정을 우회해서 대신에 GABA를 생성하는 대체 경로로 작용한다. 아미노기 전이효소에 의해 α-케토글루타르산은 글루탐산으로 전환되고, 글루탐산 탈카복실화효소에 의해 글루탐산은 γ-아미노뷰티르산(GABA)로 전환된다. γ-아미노뷰티르산(GABA)은 γ-아미노뷰티르산 아미노기 전이효소에 의해 석신산 세미알데하이드로 대사된다. 마지막으로 석신산 세미알데하이드는 석신산 세미알데하이드 탈수소효소(succinic semialdehyde dehydrogenase)에 의해 산화되어 석신산을 형성하고, 시트르산 회로로 재진입함으로서 순환이 마무리된다. GABA 우회로에 필요한 효소들은 뉴런, 신경교세포, 대식세포 및 이자세포에서 발현된다.

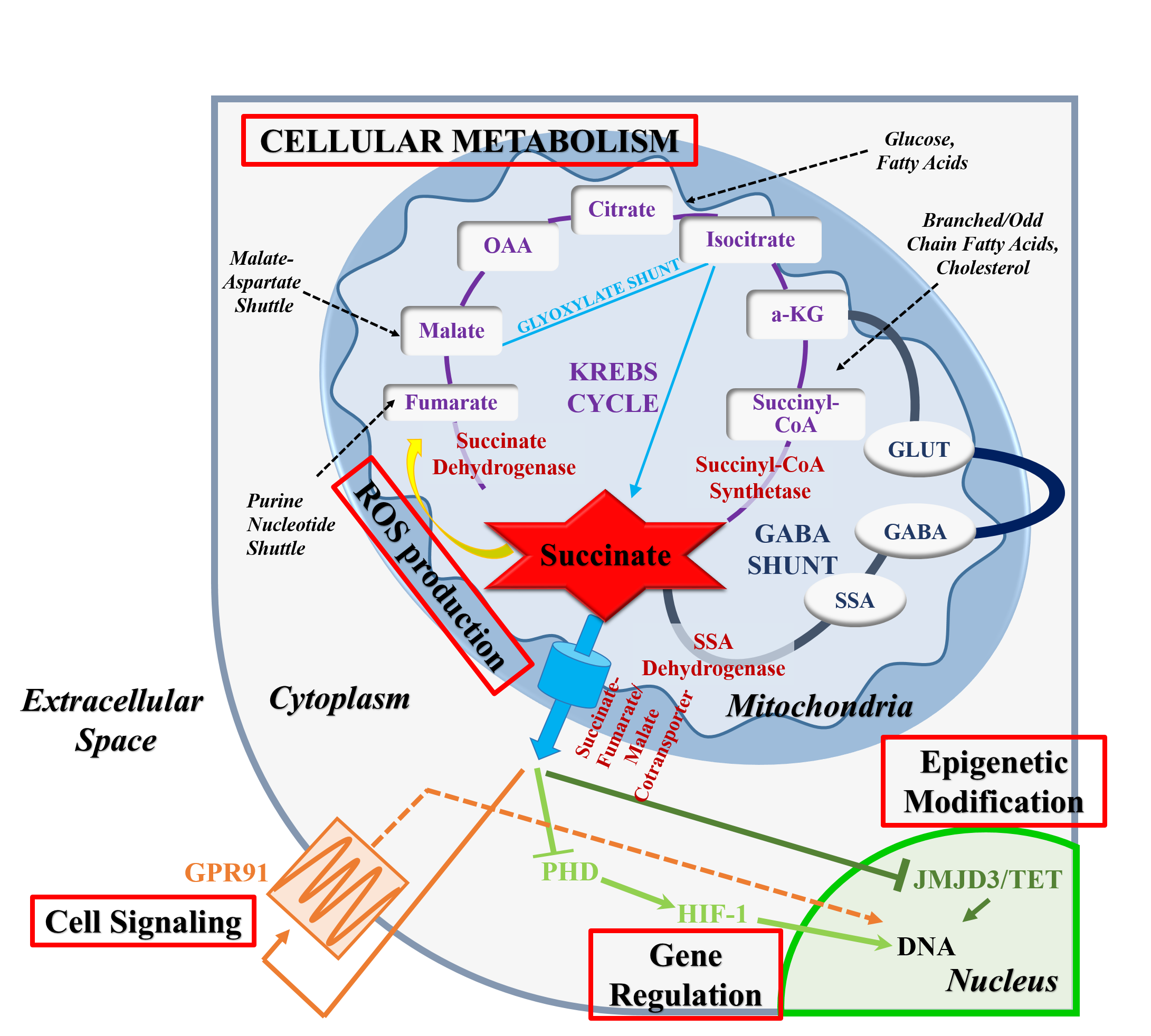
석신산의 생물학적 역할. 미토콘드리아 내에서 석신산은 여러 대사 경로의 중간생성물로 역할을 하며, 활성산소의 생성에 기여한다. 미토콘드리아 밖에서 석신산은 세포 내 및 세포 외 신호전달 분자로 작용한다. OOA=옥살아세트산, a-KG=α-케토글루타르산, GLUT=글루탐산, GABA=γ-아미노뷰티르산, SSA=석산산 세미알데하이드, PHD=프롤릴 하이드록실레이스, HIF1a=저산소증 유도인자 1a, TET= ten-eleven translocation 효소들, JMJD3=히스톤 디메틸레이스 Jumonji D3

## 세포에서 물질대사

### 대사 중간생성물
석신산은 미토콘드리아에서 생성되고, 농축되며, 주요 생물학적 기능은 대사 중간생성물이다.:Section 17.1 탄수화물, 아미노산, 지방산, 콜레스테롤 및 헴의 대사 경로들을 포함하여 시트르산 회로와 연결된 모든 대사 경로들은 석신산의 일시적인 형성에 의존한다. 석신산은 시트르산 회로 또는 글리옥실산 회로를 포함한 다양한 경로의 생합성 과정을 위해 이용할 수 있으며, 이들 경로들은 석신산을 순생산할 수 있다. 설치류의 미토콘드리아에서 석신산의 농도는 약 0.5 mM이며, 혈장에서 석신산의 농도는 2~20 μM이다.

### 활성산소의 생성
석신산을 푸마르산으로 상호전환시키는 석신산 탈수소효소의 활성은 전자전달계에서 전자전달에 참여함으로써 미토콘드리아에서 활성산소의 생성에 관여한다. 석신산이 축적되는 조건 하에서 석신산 탈수소효소에 의한 석신산의 빠른 산화는 역방향 전자전달을 유도할 수 있다. 미토콘드리아 전자전달계의 복합체 III가 석신산 산화에 의해 공급된 과도한 전자를 수용할 수 없다면, 전자가 전자전달계를 역방향으로 흐르게 한다. 미토콘드리아 전자전달계의 복합체 I에서 역방향 전자전달은 활성산소의 생성을 유도하고, 산화를 촉진하는 미세환경을 생성한다.

## 추가적인 생물학적 기능
석신산은 대사 작용 이외에 세포 내 및 세포 외 신호전달 분자 역할을 한다. 미토콘드리아 밖에서 석신산은 α-케토글루타르산 의존성 다이옥시제네이스 효소군을 저해함으로써 후성유전의 환경을 변화시킨다. 석신산은 세포외액이나 혈액으로 방출되어 표적 수용체에 의해 인식될 수 있다. 일반적으로 미토콘드리아로부터 석신산의 누출은 석신산이 과다생성되거나 과소소모되었을 때 일어날 수 있으며, 석신산 탈수소효소의 활성의 저하 또는 대사 상태의 대안적인 변화로 인해 발생한다. 석신산 탈수소효소에서의 돌연변이, 저산소증, 에너지 불균형은 모두 시트르산 회로를 통한 대사 흐름의 변화 및 석신산의 축적과 관련이 있다. 미토콘드리아를 빠져나오면 석신산은 대사 상태를 나타내는 신호로 작용하여, 이웃 세포와 상호작용하여 원래의 세포 집단이 어떻게 대사적으로 활성화되는지를 알려준다. 이와 같이 석신산은 시트르산 회로 기능 장애 또는 세포 사이의 연락 및 산화적 스트레스 관련 반응에 관련된 대사 변화를 연결시킨다.

### 석신산 운반체
석신산은 미토콘드리아 막 및 원형질막을 통과하기 위해 특이적인 운반체를 필요로 한다. 석신산은 주로 석신산-푸마르산/말산 운반체인 SLC25A10 (다이카복실산 운반체)를 통해 미토콘드리아 내막을 통과하여, 미토콘드리아 기질을 빠져나온다. 석신산이 미토콘드리아 밖으로 빠져나오는 두 번째 단계에서 석신산은 1.5 kDa 미만인 분자의 확산을 촉진하는 비특이적 단백질 통로인 포린을 통해 미토콘드리아 외막을 쉽게 통과한다. 원형질막을 통과하는 수송은 조직 특이적인 것으로 보인다. 주요 후보 운반체는 다이카복실산과 시트르산을 같이 혈액으로 이동시키는 나트륨-비의존적 음이온 교환체인 INDY (I'm not dead yet) 단백질이다.

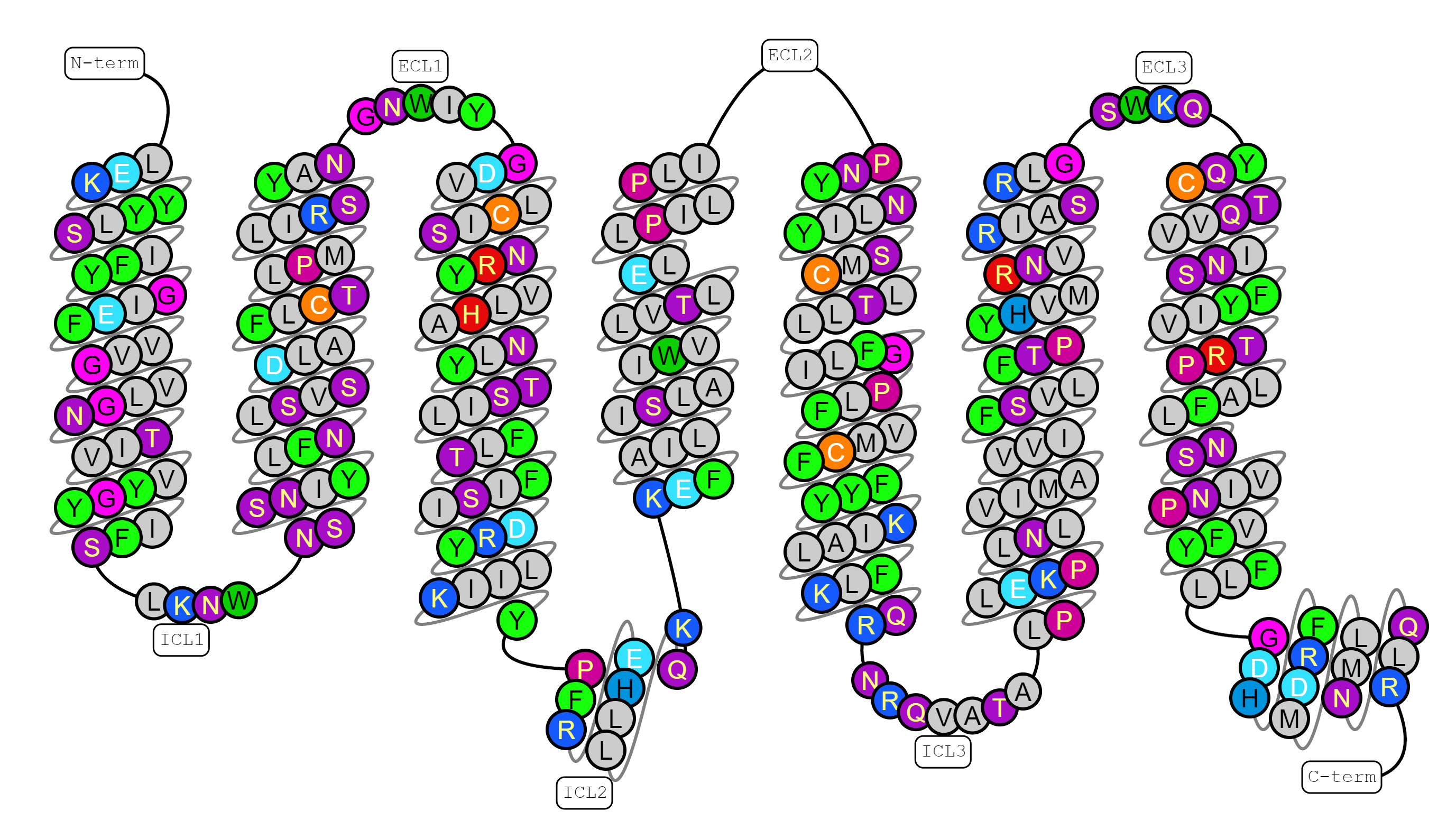
GPR91의 아미노산 서열. 석신산은 다양한 세포들에 위치한 7회 막관통 G 단백질 연결 수용체인 GPR91에 결합한다. 빨간색 아미노산은 석신산 결합에 관여하는 아미노산을 나타낸다. 다른 아미노산들은 화학적 특성에 따라 색으로 표시하였다(회색=비극성, 청록색=음전하, 진한 파란색=양전하, 녹색=방향족, 진한 보라색=극성 및 비전하성, 오렌지/연한 보라색=특별한 경우).

### 세포 외 신호전달
세포 외 석신산은 혈액 세포, 지방 조직, 면역 세포, 간, 심장, 망막 및 주로 콩팥과 같은 다양한 세포를 표적으로 하는 호르몬 유사 기능을 가진 신호 분자로 작용할 수 있다. G-단백질 연결 수용체인 GPR91은 SUCNR1로도 알려져 있으며 세포 외 석신산의 탐지기 역할을 한다. 수용체 중심 근처 Arg99, His103, Arg252, Arg281 은 석신산에 대해 양전하로 하전된 결합 부위를 생성한다. GPR91의 리간드 특이성은 800개의 약리학적 활성 화합물 및 200개의 카복실산 및 석신산 유사 화합물을 사용하여 엄격하게 시험되었으며, 이들 모두는 현저히 낮은 결합 친화력을 나타내었다. 전반적으로 석신산-GPR91에 대한 EC50 은 20~50 uM 범위이다. 세포의 유형에 따라 GPR91은 Gs, Gi 및 Gq를 비롯한 여러 G 단백질들과 상호작용을 할 수 있으며, 다양한 신호전달 결과를 낼 수 있다.

#### 지방세포에 미치는 영향
지방세포에서 석신산으로 활성화된 GPR91 신호전달 연쇄 반응은 지방 분해를 억제한다.

#### 간과 망막에 미치는 영향
석신산 신호전달은 종종 저산소 상태에서 반응하여 일어난다. 간에서 석신산은 산소가 결핍된 간세포에 의해 방출되는 파라크린(paracrine) 신호로 작용하여 GPR91을 통해 성상세포를 표적화한다. 이것은 성상세포의 활성화 및 섬유형성을 유도한다. 따라서 석신산은 간의 항상성 유지에 중요한 역할을 하는 것으로 여겨진다. 망막에서 석신산은 허혈 상태에 반응하여 망막 신경절 세포(retinal ganglion cell)에 축적된다. 오토크린(autocrine) 석신산 신호전달은 망막 혈관 신생을 촉진하여 혈관 내피세포 성장인자(vascular endothelial growth factor)와 같은 혈관형성인자(angiogenic factor)의 활성화를 유발한다.

#### 심장에 미치는 영향
세포 외 석신산은 GPR91 활성화를 통해 심장 근육세포의 생존 능력을 조절한다. 장기간 석신산에 노출되면 병리학적인 심장 근육세포의 비대를 초래한다. GPR91의 자극은 심장에 최소한 두 가지 신호전달 경로를 유발한다. 비대화 유전자 발현을 활성화시키는 MEK1/2 및 ERK1/2 경로 및 Ca2+ 흡수 및 분포의 패턴을 변화시키고, 칼모듈린-의존적 비대화 유전자 활성화를 유발하는 포스포라이페이스 C 경로가 있다.

#### 면역세포에 미치는 영향
SUCNR1은 석신산의 결합이 주화성을 자극하는 미성숙 수지상 세포에서 많이 발현된다. 또한, SUCNR1은 TNF-α 및 인터루킨-1β 와 같은 전염증성 사이토카인의 생성을 증가시키기 위해 톨 유사 수용체와 동반상승작용을 한다. 석신산은 T세포를 활성화시키는 항원 제시 세포의 활성을 촉발시켜 특이적 면역을 향상시킬 수 있다.

#### 혈소판에 미치는 영향
SUCNR1은 혈소판에서 석신산의 신호전달 역할에 대한 논쟁이 있지만, 사람의 혈소판에서 P2Y12 와 비슷한 수준으로 존재하는 가장 많이 발현되는 G 단백질 연결 수용체 중 하나이다. 여러 연구들에서 석신산에 의해 유도된 응집체가 있음을 보여 주었지만, 그 효과에 있어서 개인 간의 다양성이 크다.

#### 콩팥에 미치는 영향
석신산은 GPR91을 통해 치밀반(macula densa)과 방사구체 세포(juxtaglomerular cell)에서 레닌 방출을 자극하여 혈압의 조절 인자로 작용한다. 심장 혈관 위험과 고혈압을 줄이기 위해 석신산을 대상으로한 치료법이 현재 연구 중이다.

### 세포 내 신호전달

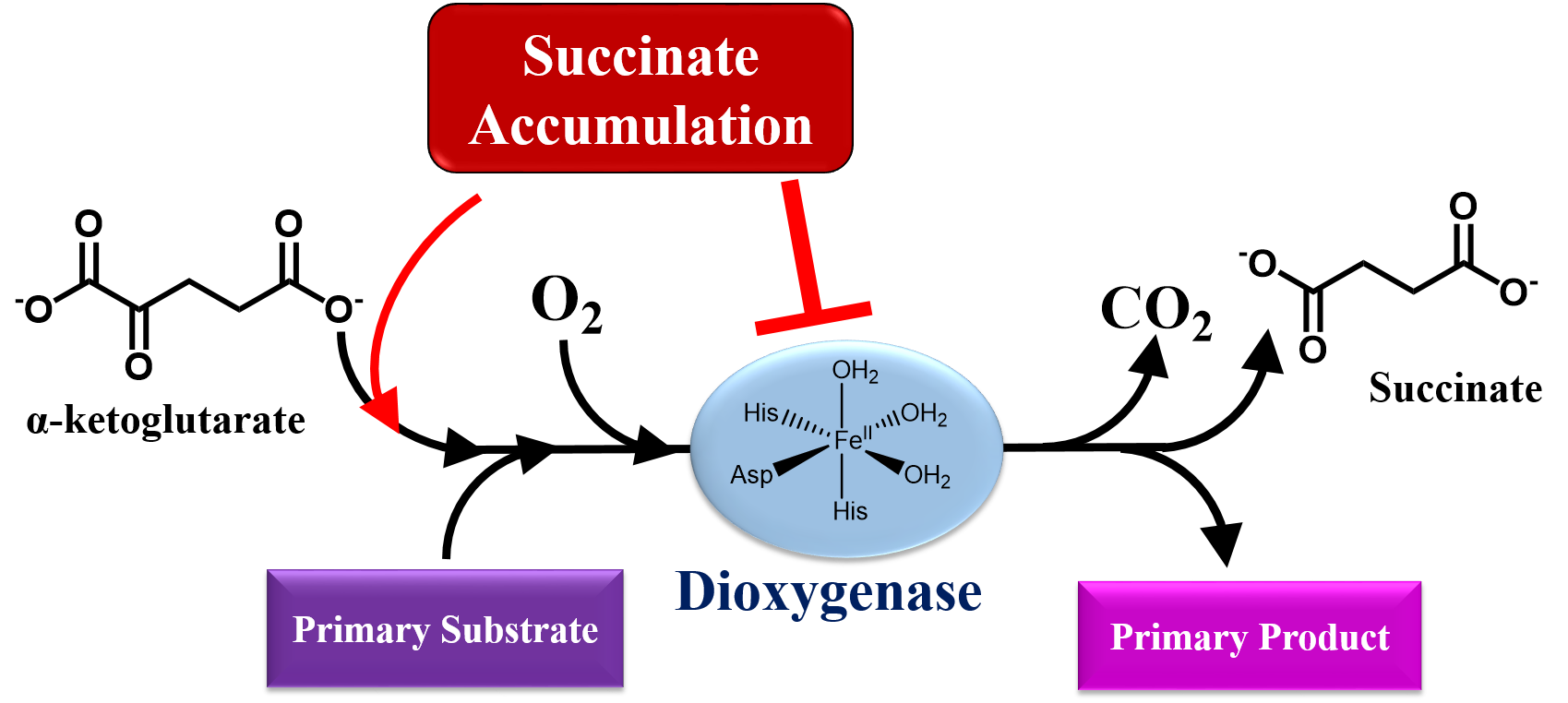
축적된 석신산은 경쟁적 억제제에 의해 히스톤 및 DNA 디메틸레이스 또는 프롤릴 하이드록실레이스와 같은 다이옥시제네이스를 억제한다. 따라서 석신산은 후성유전의 환경을 조정하고, 유전자 발현을 조절한다.

푸마르산 또는 석신산의 축적은 경쟁적 저해를 통해 히스톤 및 DNA 디메틸레이스, 프롤릴 하이드록실레이스, 콜라겐 프롤릴 4-하이드록실레이스 및 α-케토글루타르산 의존적 다이옥시제네이스의 활성을 감소시킨다. α-케토글루타르산 의존적 다이옥시제네이스는 하이드록실화, 불포화 및 고리 폐쇄를 촉매하는 철 보조 인자를 필요로 하는데, 기질 산화와 동시에 α-케토글루타르산을 석신산과 CO2로 전환시킨다. α-케토글루타르산 의존적 다이옥시제네이스는 기질을 순차적이고 규칙적인 방식으로 결합시킨다. 먼저 α-케토글루타르산은 효소 중심에 존재하는 2-히스티딜 1-아스파르틸/글루타밀의 3개의 잔기에 결합된 철 이온과 배위결합을 한다. 이어서 기질은 결합 주머니로 들어가고, 마지막으로 2개의 산소 원자가 효소-기질 복합체에 결합한다. 산화적 탈카복실화는 석신산에 배위결합된 페릴 중간생성물을 생성하며, 이는 결합된 기질을 산화시키는 역할을 한다. 석신산은 Fe2+ 센터에 부착함으로써 α-케토글루타르산의 결합을 막아서 효소의 작용을 방해할 수 있다. 따라서 효소 저해를 통해 증가된 석신산의 부하는 전사 인자 활성의 변화와 히스톤 및 DNA 메틸화로 유전자 발현에 광범위한 변화를 초래할 수 있다.

#### 후성유전의 효과
석신산 및 푸마르산은 5-메틸사이토신 DNA 변형 효소(DNA modifying enzyme) 및 (히스톤-H3)-리신-36-디메틸레이스의 TET(ten-eleven translocation) 효소군을 억제한다. 병리학적으로 석신산의 농도 상승은 과메틸화, 후성유전적 침묵, 신경내분비 분화의 변화로 이어져 암 발생을 유발할 수 있다.

#### 유전자 발현의 조절
프롤릴 하이드록실레이스의 석신산에 의한 억제는 전사 인자인 저산소증 유도인자(hypoxia inducible factor (HIF) 1α)를 안정화시킨다. 프롤릴 하이드록실레이스는 α-케토글루타르산을 석신산과 CO2로 산화적 탈카복실화시키는 것과 동시에 프롤린을 하이드록실화시킨다. 사람에서는 세 가지 HIF 프롤릴 4-하이드록실레이스가 HIF의 안정성을 조절한다. HIF1α에서 두 개의 프롤린 잔기의 하이드록실화는 유비퀴틴의 결합을 촉진하여 유비퀴틴/프로테아좀 경로에 의해 단백질을 분해한다. 프롤릴 하이드록실레이스는 산소()에 대한 절대적인 요구 조건을 가지고 있기 때문에, HIF1α가 파괴를 피할 수 있도록 저산소 상태에서는 이 과정이 억제된다. 고농도의 석신산은 프롤릴 하이드록실레이스를 억제함으로써 저산소 상태를 모방해서 HIF1α를 안정화시키고 정산 산소 조건하에서도 HIF1-의존성 유전자의 전사를 유도한다. HIF1은 혈관신생, 혈관형성, 에너지 대사, 세포 생존 및 종양 침범과 관련된 유전자를 포함하여 60개 이상의 유전자 전사를 유도하는 것으로 알려져 있다.

## 사람의 건강에서의 역할

### 염증
석신산을 포함하는 대사 신호전달은 선천적 면역 세포에서 HIF1-α 또는 GPR91 신호전달의 안정화를 통해 염증에 관여할 수 있다. 이러한 메커니즘을 통해 석신산의 축적은 염증성 사이토카인의 생성을 조절하는 것으로 나타났다. 수지상 세포의 경우 석신산은 화학 유인 물질로 작용하고, 수용체가 자극하는 사이토카인 생산을 통해 항원 제시 기능을 향상시킨다. 염증성 대식세포에서 석신산에 의해 유도된 HIF1의 안정성은 전염증성 사이토카인인 인터류킨-1β를 포함하여 HIF1-의존성 유전자의 전사를 증가시킨다. 종양괴사인자 또는 인터류킨 6와 같은 활성화된 대식세포에 의해 생성된 다른 염증성 사이토카인은 석신산 및 HIF1에 의해 직접적으로 영향을 받지 않는다. 석신산이 면역세포에 축적되는 메커니즘은 아직 완전하게 이해되고 있진 않다. 톨 유사 수용체를 통한 염증성 대식세포의 활성화는 해당과정으로의 대사 변화를 유도한다. 이러한 조건 하에서 시트르산 회로의 일반적인 하향 조절에도 불구하고 석신산의 농도가 증가한다. 그러나 대식세포의 활성화에 관여하는 지질다당류는 글루타민 운반체와 GABA 운반체를 증가시킨다. 따라서 석신산은 α-케토글루타르산 또는 GABA 우회로(GABA shunt)를 통해 증가된 글루타민 대사로부터 생성될 수 있다.

### 종양 형성
석신산은 암 유발 대사물질 중 하나로 석신산의 축적은 종양 형성과 관련된 대사성 및 비대사성 조절 장애를 유발한다. 유전성 부신결절종(paraganglioma) 및 갈색세포종(pheochromocytoma)에서 흔히 발견되는 석신산 탈수소효소를 암호화하는 유전자의 기능 상실 돌연변이는 석신산의 병리학적 증가를 야기한다. 석신산 탈수소효소 돌연변이는 위장관 기질 종양, 신장 종양, 갑상샘 종양, 고환 종양 및 신경아세포종에서도 확인되었다. 석신산 탈수소효소 돌연변이에 의해 유발되는 발암 메커니즘은 α-케토글루타르산 의존적 다이옥시제네이스를 저해하는 석신산의 능력과 관련되는 것으로 생각된다. (히스톤-H3)-리신-36-디메틸레이스와 TET(ten-eleven translocation) 하이드록실레이스의 억제는 후성유전의 조절 장애와 세포 분화에 관여하는 유전자의 과메틸화에 영향을 미친다. 추가적으로 HIF-1α의 석신산이 촉진하는 활성화는 증식, 대사, 혈관 형성에 관여하는 유전자의 전사 활성화에 의해 종양 형성을 촉진할 수 있는 유사 저산소 상태를 만든다. 다른 두 가지 암 유발 대사 물질인 푸마르산과 α-하이드록시글루타르산은 석신산과 비슷한 구조를 가지며, HIF-유도 종양 발생 메커니즘을 통해 작용한다.

### 허혈 재관류 손상
저산소 상태에서 석신산의 축적은 활성 산소 생산의 증가에 의한 허혈 재관류 손상(reperfusion injury)과 관련이 있다. 허혈(ischemia) 동안 푸마르산은 퓨린 뉴클레오타이드의 분해 및 말산-아스파르트산 셔틀의 역방향 반응의 일부분으로부터 형성된다. 과도한 푸마르산은 석신산 탈수소효소의 역반응을 통해 석신산의 생산 및 축적을 야기한다. 재관류시 석신산은 신속하게 산화되어 활성산소의 갑작스럽고 광범위한 생성을 초래한다. 활성산소는 세포자살 기작을 촉발시키거나 단백질, 세포막, 세포소기관 등에 산화적 손상을 유발한다. 동물 모델에서 허혈성 석신산 축적의 약리학적 억제는 허혈 재관류 손상을 개선시켰다. 현재 석신산 매개 활성산소 생성의 억제는 약물 치료의 표적으로 조사 중이다.

## 같이 보기
- 호박 (화석)
- 시트르산 회로
- 대사물질